# Ronde van Frankrijk 2023/Eindstanden
Deze pagina geeft de eindstanden van de klassementen van de Ronde van Frankrijk 2023 weer. 
Van het algemeen klassement, het puntenklassement, het bergklassement en het jongerenklassement wordt de top 20 weergegeven, en van het ploegenklassement worden de beste tien ploegen vermeld. Verder wordt ook de strijdlustigste renner vermeld.

## Eindklassementen

### Algemeen klassement
| Algemeen klassement (gele trui) |                      |                    |            |
| Plaats                          | Naam                 | Ploeg              | Tijd       |
| Gele trui                       | Jonas Vingegaard     | Team Jumbo-Visma   | 82u05'42"  |
| 2                               | Tadej Pogačar        | UAE Team Emirates  | + 7'29"    |
| 3                               | Adam Yates           | UAE Team Emirates  | + 10'56"   |
| 4                               | Simon Yates          | Team Jayco AlUla   | + 12'23"   |
| 5                               | Carlos Rodríguez     | INEOS Grenadiers   | + 13'17"   |
| 6                               | Peio Bilbao          | Bahrain-Victorious | + 13'27"   |
| 7                               | Jai Hindley          | BORA-hansgrohe     | + 14'44"   |
| 8                               | Felix Gall           | AG2R-Citroën       | + 16'09"   |
| 9                               | David Gaudu          | Groupama-FDJ       | + 23'08"   |
| 10                              | Guillaume Martin     | Cofidis            | + 26'30"   |
| 11                              | Thibaut Pinot        | Groupama-FDJ       | + 28'03"   |
| 12                              | Sepp Kuss            | Team Jumbo-Visma   | + 37'32"   |
| 13                              | Tom Pidcock          | INEOS Grenadiers   | + 47'52"   |
| 14                              | Rafal Majka          | UAE Team Emirates  | + 56'09"   |
| 15                              | Jonathan Castroviejo | INEOS Grenadiers   | + 56'37"   |
| 16                              | Chris Harper         | Team Jayco AlUla   | + 57'29"   |
| 17                              | Ben O'Connor         | AG2R-Citroën       | + 1u04'59" |
| 18                              | Wilco Kelderman      | Team Jumbo-Visma   | + 1u06'46" |
| 19                              | Mikel Landa          | Bahrain-Victorious | + 1u12'41" |
| 20                              | Valentin Madouas     | Groupama-FDJ       | + 1u14'10" |
|                                 |                      |                    |            |
| 24                              | Tiesj Benoot         | Team Jumbo-Visma   | + 1u46'55" |
| 27                              | Wout Poels           | Bahrain-Victorious | + 2u05'44" |

### Puntenklassement
| Puntenklassement (groene trui) |                    |                          |        |
| Plaats                         | Naam               | Ploeg                    | Punten |
| Groene trui                    | Jasper Philipsen   | Alpecin-Deceuninck       | 377    |
| 2                              | Mads Pedersen      | Lidl-Trek                | 258    |
| 3                              | Bryan Coquard      | Cofidis                  | 203    |
| 4                              | Tadej Pogačar      | UAE Team Emirates        | 186    |
| 5                              | Jonas Vingegaard   | Team Jumbo-Visma         | 128    |
| 6                              | Kasper Asgreen     | Soudal Quick-Step        | 125    |
| 7                              | Jordi Meeus        | BORA-hansgrohe           | 123    |
| 8                              | Matej Mohorič      | Bahrain-Victorious       | 106    |
| 9                              | Pello Bilbao       | Bahrain-Victorious       | 103    |
| 10                             | Simon Yates        | Team Jayco AlUla         | 95     |
| 11                             | Dylan Groenewegen  | Team Jayco AlUla         | 95     |
| 12                             | Biniam Girmay      | Intermarché-Circus-Wanty | 90     |
| 13                             | Jonas Abrahamsen   | Uno-X Pro Cycling Team   | 89     |
| 14                             | Michael Woods      | Israel-Premier Tech      | 88     |
| 15                             | Adam Yates         | UAE Emirates             | 85     |
| 16                             | Jai Hindley        | BORA-hansgrohe           | 85     |
| 17                             | Thibaut Pinot      | Groupama-FDJ             | 84     |
| 18                             | Julian Alaphilippe | Soudal Quick-Step        | 79     |
| 19                             | Michał Kwiatkowski | INEOS Grenadiers         | 77     |
| 20                             | Giulio Ciccone     | Lidl-Trek                | 75     |
|                                |                    |                          |        |
| 24                             | Victor Campenaerts | Lotto-Dstny              | 70     |
| 25                             | Pascal Eenkhoorn   | Lotto-Dstny              | 69     |

### Bergklassement
| Bergklassement (bolletjestrui) |                            |                        |        |
| Plaats                         | Naam                       | Ploeg                  | Punten |
| Bolletjestrui                  | Giulio Ciccone             | Lidl-Trek              | 106    |
| 2                              | Felix Gall                 | AG2R-Citroën           | 92     |
| 3                              | Jonas Vingegaard           | Team Jumbo-Visma       | 89     |
| 4                              | Neilson Powless            | EF Education-EasyPost  | 58     |
| 5                              | Tadej Pogačar              | UAE Team Emirates      | 55     |
| 6                              | Simon Yates                | Team Jayco AlUla       | 44     |
| 7                              | Tobias Halland Johannessen | Uno-X Pro Cycling Team | 38     |
| 8                              | Jai Hindley                | BORA-hansgrohe         | 31     |
| 9                              | Michał Kwiatkowski         | INEOS Grenadiers       | 30     |
| 10                             | Mattias Skjelmose Jensen   | Lidl-Trek              | 29     |
| 11                             | Michael Woods              | Israel-Premier Tech    | 28     |
| 12                             | Thibaut Pinot              | Groupama-FDJ           | 22     |
| 13                             | Peio Bilbao                | Bahrain-Victorious     | 21     |
| 14                             | Wout Poels                 | Bahrain-Victorious     | 20     |
| 15                             | Tom Pidcock                | INEOS Grenadiers       | 18     |
| 16                             | Chris Harper               | Team Jayco AlUla       | 17     |
| 17                             | Julian Alaphilippe         | Soudal Quick-Step      | 17     |
| 18                             | Pierre Latour              | Team TotalEnergies     | 16     |
| 19                             | David Gaudu                | Groupama-FDJ           | 16     |
| 20                             | Maxim Van Gils             | Lotto-Dstny            | 16     |
|                                |                            |                        |        |
| 26                             | Wilco Kelderman            | Team Jumbo-Visma       | 13     |
| 57                             | Tiesj Benoot               | Team Jumbo-Visma       | 1      |

### Jongerenklassement
| Jongerenklassement (witte trui) |                            |                        |            |
| Plaats                          | Naam                       | Ploeg                  | Tijd       |
| Witte trui                      | Tadej Pogačar              | UAE Team Emirates      | 82u13'11"  |
| 2                               | Carlos Rodríguez           | INEOS Grenadiers       | + 5'28"    |
| 3                               | Felix Gall                 | AG2R-Citroën           | + 8'40"    |
| 4                               | Tom Pidcock                | INEOS Grenadiers       | + 40'23"   |
| 5                               | Mattias Skjelmose Jensen   | Lidl-Trek              | + 2u07'58" |
| 6                               | Tobias Halland Johannessen | Uno-X Pro Cycling Team | + 2u08'04" |
| 7                               | Mathieu Burgaudeau         | Team TotalEnergies     | + 2u13'44" |
| 8                               | Clément Champoussin        | Arkéa-Samsic           | + 2u50'38" |
| 9                               | Matthew Dinham             | Team DSM-Firmenich     | + 3u06'03" |
| 10                              | Maxim Van Gils             | Lotto-Dstny            | + 3u10'20" |
| 11                              | Kevin Vermaerke            | Team DSM-Firmenich     | + 3u16'51" |
| 12                              | Matis Louvel               | Arkéa-Samsic           | + 3u28'40" |
| 13                              | Lars van den Berg          | Groupama-FDJ           | + 3u38'34" |
| 14                              | Valentin Ferron            | Team TotalEnergies     | + 4u11'46" |
| 15                              | Corbin Strong              | Israel-Premier Tech    | + 4u13'52" |
| 16                              | Fred Wright                | Bahrain-Victorious     | + 4u15'22" |
| 17                              | Jasper Philipsen           | Alpecin-Deceuninck     | + 4u25'17" |
| 18                              | Anthon Charmig             | Uno-X Pro Cycling Team | + 4u27'22" |
| 19                              | Florian Vermeersch         | Lotto-Dstny            | + 4u13'52" |
| 20                              | Mikkel Bjerg               | UAE Team Emirates      | + 4u13'52" |
|                                 |                            |                        |            |
| 23                              | Nils Eekhoff               | Team DSM-Firmenich     | + 5u25'49" |
| 24                              | Jordi Meeus                | BORA-hansgrohe         | + 5u26'22" |

### Ploegenklassement
| Ploegenklassement |                     |            |
| Plaats            | Ploeg               | Tijd       |
|                   | Team Jumbo-Visma    | 247u26'17" |
| 2                 | UAE Emirates        | + 7'13"    |
| 3                 | INEOS Grenadiers    | + 22'01"   |
| 4                 | Bahrain-Victorious  | + 26'36"   |
| 5                 | Groupama-FDJ        | + 50'44"   |
| 6                 | AG2R-Citroën        | + 1u51'00" |
| 7                 | BORA-hansgrohe      | + 2u05'08" |
| 8                 | Team Jayco AlUla    | + 3u21'33  |
| 9                 | Israel-Premier Tech | + 4u33'49" |
| 10                | Movistar Team       | + 4u37'33" |

### Meest strijdlustige renner
-  Victor Campenaerts van Lotto-Dstny werd verkozen tot de strijdlustigste renner van de Ronde van Frankrijk in 2023.
1e etappe ·
2e etappe ·
3e etappe ·
4e etappe ·
5e etappe ·
6e etappe ·
7e etappe ·
8e etappe ·
9e etappe ·
10e etappe ·
11e etappe ·
12e etappe ·
13e etappe ·
14e etappe ·
15e etappe ·
16e etappe ·
17e etappe ·
18e etappe ·
19e etappe ·
20e etappe ·
21e etappe
Startlijst · Eindstanden · Afbeeldingen